# Sông Vazuza
Sông Vazuza (tiếng Nga: Вазуза) là một con sông chảy trong địa phận hai tỉnh Smolensk và Tver (tên cũ: tỉnh Kalinin) của Liên bang Nga. Nó là chi lưu phía hữu ngạn của sông Volga. Chiều dài 162 km, lưu vực 7.120 km². Thượng nguồn của nó bắt đầu từ sườn phía bắc của vùng cao Smolensk. Tại khu vực này có những thung lũng tương đối rộng. Nguồn cung cấp nước chủ yếu của nó là tuyết và mưa. Sông này bị đóng băng trong giai đoạn từ tháng 11 tới tháng 4 năm sau. Tại khu vực gần thị trấn Sychyovka, lòng sông ăn vào khu vực nhiều đá vôi và bị thu hẹp lại, tạo thành đoạn có nhiều ghềnh thác.
Phần hạ lưu của nó đã được cải tạo thành hồ chứa nước Vazuza trong giai đoạn từ năm 1979 tới năm 1981. Các thị trấn Sychyovka và Zubtsov nằm trên bờ sông Vazuza, với Zubtsov nằm ngay tại nơi hợp lưu của sông này với sông Volga.
Cách thị trấn Zubtsov 3 km về phía đầu nguồn, người ta xây dựng đập chắn nước cho hồ chứa nước Vazuza, làm ngập lụt phần có nhiều ghềnh thác của thung lũng Vazuza. Chi lưu chính phía hữu ngạn của nó là sông Gzhati dài 113 km.

## Tham khảo

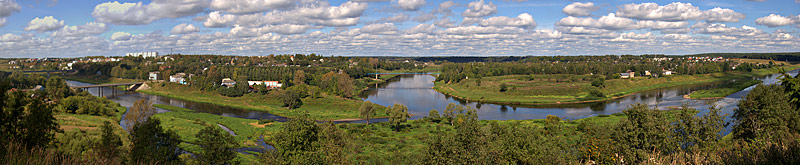
Cửa sông Vazuza. Thị trấn Vazuza ở mé trái.